# Farid Chaâl
Farid Chaâl (Béni Douala, 3 de julho de 1994) é um futebolista profissional argelino que atua como goleiro, atualmente defende o MC Alger.

## Carreira

### Rio 2016
Farid Chaâl fez parte do elenco da Seleção Argelina de Futebol nas Olimpíadas de 2016.